# Аносова, Нина Александровна
Ни́на Алекса́ндровна Ано́сова (1918—2005) — киновед, литературовед, переводчица

, педагог.

## Биография
Окончила Московский институт философии, истории и литературы (ИФЛИ). В 1953 году защитила диссертацию на соискание ученой степени кандидата филологических наук на тему «Общественное содержание трагедий Расина».
Более 55 лет преподавала «Историю зарубежной литературы» во ВГИКе. Среди её учеников были Андрей Тарковский, Василий Шукшин, Вадим Абдрашитов, Юрий Арабов, Сергей Лозница, Родион Нахапетов, Карен Шахназаров, Геннадий Шпаликов, Марлен Хуциев и многие другие.
Печаталась с 1957 года. Автор ряда статей по истории и теории литературы. В 2004 году в альманахе «Истоки» в рубрике «Книга в альманахе» была впервые опубликована подборка её стихов.
С 1964 года была членом Союза кинематографистов.

## Воспоминания
Александр Ефремов:

У меня до сих пор хранятся конспекты её лекций по Шекспиру. Я иногда перечитываю их и понимаю, насколько глубоко — литературоведчески и художественно — исследовались произведения английского классика. Она была крупная, всегда взволнованная. Приходила к нам на лекции, всплескивала руками и говорила: «Ребята! Я не знаю, что мы будем делать! У нас Гомера всего 12 часов!». А мы: «Ничего, Нина Александровна, справимся, изучим мы Гомера за 12 часов!» И изучали.
Карен Шахназаров:

...однажды я сдавал Нине Александровне французскую литературу, и мне попался вопрос по Стендалю, точнее — по роману «Красное и черное». «Что сделала госпожа де Ла Моль с головой возлюбленного Сореля?» — спросила меня преподавательница. Я добросовестно читал Стендаля, но этот эпизод почему-то упорно не вспоминался. По сюжету госпожа де Ла Моль подняла отрубленную голову и поцеловала её в лоб. Но в тот момент у меня в голове вертелась другая версия. «Она её заспиртовала», — почему-то выпалил я, чем вызвал праведный гнев Нины Александровны. Она даже не хотела мне ставить зачет, но после нескольких дополнительных вопросов, на которые я ответил правильно, все-таки поставила.

Иван Охлобыстин:

У нас 6ыла замечательная преподавательница Нина Александровна Аносова, похожая на черепаху Тортиллу. Настоящая скала, живая легенда. Как-то раз Аносова читала лекцию, а у неё в аудитории сидел один я. И она сказала: «Иван Иванович, у вас никогда не возникало свойственных юности желаний? А то у преподавателей возникает от вас чувство тотальной занятости». На что я отвечал: «Нина Александровна, у меня нет протекции в этом мире, я единственный представитель своей семьи в кинематографе, поэтому не могу позволить себе быть праздным». Кстати, склонность к витиеватым фразам у меня появилась именно благодаря ей. Когда Аносова умерла, выяснилось, что она всю жизнь любила Андрея Тарковского, посвящала ему стихи, но не лично, а так, романтически, и печатала их. После её смерти эти стихи вывесили по всему институту.
Наталья Шелудченко:

Нина Александровна говорила: «Вы, конечно, можете делать что-то ради денег, но только всегда помните о том, что это ради денег… Как только вам начнёт нравиться то, что вы делаете ради денег — как художник вы погибли…»